# 普贤寺 (大理市)
普贤寺位于云南省大理州大理市大理镇大理古城东北角、玉洱路下段北侧（357号），是大理古城内现存唯一一座佛教寺院。南侧原有文殊寺（已毁）。

## 历史
普贤寺始建于明万历十四年（1586年），清康熙十八年（1677年）重建，清咸丰四年（1854年）重修。中华人民共和国成立后，门楼（过厅）、南厢房、石塔等被拆除，大殿曾用作仓库，北厢房曾用作机房。1985年9月20日，普贤寺被公布为第一批大理市文物保护单位。1990年当地民众自发筹资修复。

## 建筑
普贤寺坐西向东，现存大殿及北厢房。大殿面阔三间，面阔13米，进深12米，单檐歇山顶，斗拱、额枋、雀替及内部雕刻、彩绘精美。